# دانشکده پزشکی ایرانشهر
دانشکده پزشکی دانشگاه علوم پزشکی ایرانشهر یکی از دانشکده‌های پزشکی ایران وابسته به دانشگاه علوم پزشکی ایرانشهر در ایرانشهر است. این دانشکده در سال ۱۳۹۸ بنیانگذاری شد و دارای ۱ بیمارستان آموزشی است.

## تاریخچه
دانشکده پزشکی ایرانشهر در سال ۱۳۹۸ بنیانگذاری شد. هم‌اکنون ریاست این دانشکده را دکتر فرزانه پیک فلک برعهده دارد.